# Jon Mikel Euba
Jon Mikel Euba Aurre (Amorebieta, Biscaia, 1 d'abril de 1967) és un pintor i artista plàstic conceptual espanyol.

## Biografia
Jon Mikel Euba va estudiar la llicenciatura en Belles arts, especialitat Pintura, en la Facultat de Belles arts de Bilbao (1991) i va continuar la seva formació en Arteleku, Sant Sebastià entre 1992 i 1995.
Euba, especialista en pintura, treballa, no obstant això, amb tècniques i tecnologies variades: fotografia, vídeo, procés digital. En la major part dels seus treballs, l'artista reflexiona sobre el procés creatiu i vol expressar el que succeeix o pot arribar a succeir en el procés mateix, una recerca sobre l'origen de la idea artística.
Euba ha obtingut premis com el Gure Artea (1989), Bizkaiko Artea (1990) i Sestaoko VI. Pintura Lehiaketan (1990). Així mateix, ha obtingut esments en Muskizko Pintura Lehiaketan (1990), Parisko Els Étoiles de la Peinture sariketan (1990) o Mungiako Torrebillela Pintura Lehiaketan (1992).

### Art conceptual
En l'evolució de l'obra de Jon Mikel Euba trobem un camí cap a l'essència, és a dir, cap a l'eliminació de símbols externs, que alguns autors associen amb la noció unamuniana de sentiment tràgic, ja utilitzada anteriorment per un dels seus mestres, Jorge Oteiza. Hi ha en la seva obra un diàleg amb obres anteriors (Txomin Badiola), un reconeixement d'anhels i desitjos passats (Angel Bados), una comunió de moderns i postmoderns en permanent cita d'obres d'art contemporànies (Sergio Prego). Per entendre el seu treball i la seva praxi artística cal acudir a conceptes propis de la producció conceptual: síntesi, apropiació, al·legoria, pastitx, intertextualitat, textualitat, repetició, diferència, superficialitat o simulacre.

## Exposicions
Entre les seves exposicions, ha realitzat mostres individuals en Basauri, Sant Sebastià, Salamanca i a la sala Amadís de Madrid (exposició Escenaris, 2000). A Bilbao, en la nau Consonni, va presentar la seva exposició Cotxe house horse en 2002.
En 2005 va participar en Manifesta IV Frankfurt i la Biennal d'Istanbul 2005. Ha participat també en la Biennal de Venècia i en la Biennal de Busan, a Corea. Ha presentat treballs i performances en De Appel i Stedlijk Museum Bureau Ámsterdam (2008), en Project Arts Centre de Dublín (2009), en Valparaiso Intervencions 2010 de Xile; o la performance denominada Transcoding Re:horse, realitzada en el Museu Van Abbe d'Eindhoven en el context de l'If I Can't Dance. Edition III –Masquerade, Episode 4: From Dusk Till Dawn.
Ha exposat a Buenos Aires; en el National Museum of contemporary Art of Korea (Seül); Bilbao; Mucsarnok Kunsthalle (Budapest); Cubitt.London; Els Rencountres Internationales (París); Israeli Center for Dígital Art.Holon (Israel); Gdansk (Polònia); Carré D'art Nimes (França; OK Centrum Linz; Singapore History Museum (Singapur); Rotterdam Film Festival; Art Unlimited; Art Bassel; Palazzo delle Papesse de Siena (Itàlia); Berlin. Graz. Àustria. Pandemonium. Lux Center. Londres; Museu Sprengel, Hannover; Museum of Puerto Rico.
La seva obra forma part de col·leccions com la del Museu Reina Sofia a Madrid, MACBA a Barcelona, MUSAC de Lleò, el MUDAM de Luxemburg, FRAC Poitou-Charentes de França, Ministeri de Cultura a Madrid.